# Muzeul Etnografic Maghiar „Sipos Lászlo”
Muzeul Etnografic Maghiar „Sipos Lászlo” este un muzeu județean din Bogdand, amplasat în nr. 85. Localitatea este situată la 60 de km de municipiul Satu Mare, în sudul județului, la granița dintre județul Sălaj și Maramureș. Casa este construită în jurul anilor 1880-1885 de meșteri populari din Cristur (jud. Sălaj) fiind transformată în muzeu în anul 1997. Poartă numele fondatorului Sipos László (1948-1997), profesor . Este o casă tipică zonei de la sfârșitul secolului al XIX-lea, construită pentru oameni mai înstăriți. De formă dreptunghiulară, dispusă perpendicular pe stradă, este clădită pe o fundație de cărămizi, combinate cu piatră de rău, pereții groși fiind clădiți din văioage alternate cu cărămidă arsă. Este înconjurată de un târnaț în formă de U, în partea dinspre stradă, pe lungimea casei și în spate, susținut de 14 stălpi de formă octogonală. Componența casei este de 3 încăperi, în primul spațiu se află camera curată cu piesele de mobilier, costume populare și textile. Al doilea spațiu, unde se află intrarea este destinat unei prezentări a istoriei locale. În ultima încăpere se află amenajată o cameră de locuit cu piese de mobilier, obiecte ceramice, piesele folosite la țesut. Colecția muzeală funcționează ca filiala Muzeului Județean Satu Mare.  Bogdánd a megye déli részén, Szilágy és Máramaros megye határán fekszik, Szatmárnémetitől 60 km távolságra. A házat 1880-1885 körül építették szilágyfőkeresztúri (Szilágy megye) mesterek, 1997-ben alakították múzeummá. Nevét alapítójáról, Sipos Lászlóról (1948-1997) kapta. A múzeum ház a Tövishát jellemző épülete e korszakban, ilyen típusú házakat vagyonosabb emberek építettek. Téglalap alakú, az utcafrontra merőlegesen épült, tégla és kő alapra, vastag falait soronként váltakozva húzták fel vályogból, illetve égetett téglából. „U” alakban, három oldalról tornác keretezi, amelyet 14 nyolcszögalakú oszlop tart. A ház három helyiségből áll. Az első bútorokkal, szőttesekkel és népviselettel berendezett tisztaszoba. A második helység a ház bejárata is, itt kapott helyet a helytörténeti kiállítás. A hátulsó helyiség lakószobának van berendezve, bútorokkal, használati tárgyakkal és a szövés eszközeivel.
Clădirea muzeului este declarată monument istoric, având codul SM-II-m-B-05268. Casa care adăpostește muzeul a fost construită în jurul anilor 1880 - 1885 de meșteri populari din Cristur, județul Sălaj, și este compusă din două camere dispuse de o parte și de alta a tindei.